# Текіла
Текі́ла — мексиканський спиртний напій із соку серцевини блакитної агави зі штату Халіско. Аналогічний напій з інших сортів агави називають мескаль.
Міцність текіли 38-40 %.

## Види
- Blanco («срібна») — прозора, її розливають у пляшки одразу ж після дистиляції без витримки, має в'язку консистенцію;
- Joven («золота») — із додаванням жовтого барвника та ароматизаторів.
- Текіла, витримана в дубових бочках:
  - Reposado — від двох місяців до року;
  - Aneho — від року до десяти.

Вважають, що свої найкращі якості демонструє текіла, що має 4-5 років витримки[джерело?].

## Історія текіли
До загарбання іспанцями в індіанців не було міцних напоїв. До 1521 року вони пили пульке — молочного кольору ледь пінистий і тягучий сік агави, що перебродив, щоправда, не тієї агави, з якої роблять мескаль. Міцність пульке не більша, ніж в слабкого пива. Його і сьогодні виготовляють та п'ють з охотою мексиканці центральної Мексики, в інших регіонах, цей напій є популярним лише серед туристів. Поява разом з європейцями aguardiente («вогняної води») завдала індіанцям Мексики такої ж шкоди, як і індіанцям Північної Америки або народам Сибіру.
На відміну від індіанців іспанці, а іспанські солдати тим більше полюбляли та вміли випити. Невелика кількість алкоголю, яку вони привезли з собою до Нового Світу, скоро закінчилась. Потрібно було шукати адекватної заміни. Вже через декілька місяців після прибуття до Мексики іспанці зробили примітивні перегонні апарати. Постало питання сировини. Іспанці, звичайно ж, звернули увагу на пульке — білуватий напій із соку американської агави, що на смак схожа на сироватку і містить незначну кількість алкоголю. Згадки про перші експерименти з пульке датовані ще 1530 роком, а до кінця століття з'явилася вже справжня текіла.
І хоча перервані зв'язки з далекою Іспанією налагодились і більшість колоністів повернулись до своїх звичних вина, бренді та рому, до того часу іспанці вже зрозуміли, яка комерційна вигода може бути для них від продажу спиртних напоїв звиклим до спиртного індіанцям.
Текілу виробляють із виду агави Agve tequilana, що росте переважно в мексиканському штаті Халіско. Як агава, так і сам напій дістали свою назву за містом Текіла, що є головним центром виробництва цього напою.
Саме текіла з цього міста вперше в історії Мексики став експортним товаром, коли у 1873 році декілька бочок напою відправили до Сполучених Штатів. Тоді він ще не називався «текіла», і навіть на всесвітній виставці в Чикаго у 1893 році, на якій отримав медаль, він був представлений під назвою «Бренді мескаль». Лише у 1910 році на ярмарку в Сан-Антоніо медаль було присуджено вже «вину текіла».
Agve tequilana вирощують насамперед у двох районах: навколо міста Текіла та навколо Тепатилану. На території всього у 20 тисяч гектарів культивують близько шістдесяти мільйонів рослин. Ця «блакитна агава» швидше дозріває для цвітіння, ніж інші сорти: один раз на 8-10 років.

## Виготовлення

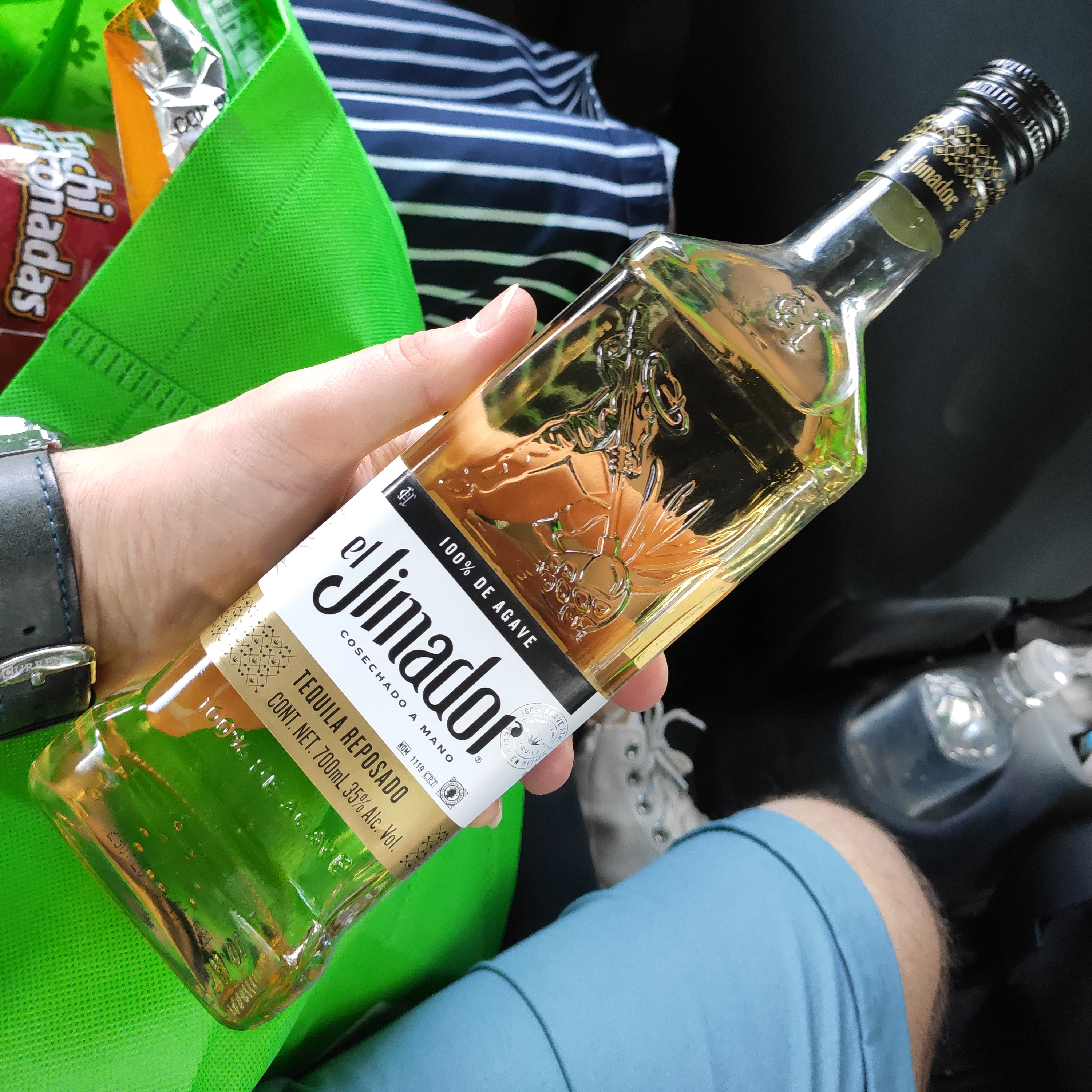
Текіла El Jimador

Процес виготовлення текіли, по суті, такий, як і в інших мескалів. Відрізняється він лише тим, що до натурального aguamiel — соку агави — додають цукор у пропорції 1:8 по вазі. Ферментація суміші триває чотири дні, потім суміш переганяють. Кінцевий продукт виходить лише після другої перегонки.
Більшу частину текіли, на той час прозорої як сльоза, одразу розливається по пляшках. Менша частина вистоюється в дубових бочках терміном від декількох місяців до семи років щонайбільше. Напій при цьому пом'якшується і набуває блідо-солом'яного відтінку. Зовсім невелика частина текіли іде на виготовлення на її основі лікерів: мигдалевого, сливового чи айвового. Зараз виготовляють близько сімдесяти мільйонів літрів текіли щороку, половина з якої експортують. Уряд Мексики звільняє виробників текіли від ліцензування та експортного мита з метою сприяння просуванню національного напою на світовий ринок за помірними цінами.
При цьому у Європі випивають усього 5 % усієї експортованої кількості, а у Сполучених Штатах — понад 90 %. Однак якість європейської текіли є завжди кращою, адже це завжди справжня, розлита в пляшки на місці виробництва текіла, міцністю 38-43 градусів.
Щодо США та Канади, то туди текілу відправляють у сталевих цистернах, а сам напій при цьому випускають підвищеної міцності — 55 градусів. Імпортер на місці доводить напій до нормальної міцності, розбавляючи її дистильованою водою та розливаючи по пляшках. Що, звичайно ж, зовсім не те, що натуральний продукт.

### Хробак як маркетинговий трюк
Певні сорти мескалю (зазвичай зі штату Оахака) продаються з хробаками (con gusano). Це своєрідний маркетиноговий хід. Регуляторна рада з регулювання текіли не допускає включення gusanos або скорпіонів (яких теж іноді додають) до пляшок текіли. Черв'як є личинковою молі Hypopta agavis, яка живе на кущах агави. Виявлення личинки у рослинах під час виготовлення напою свідчить про зараження паразитами, і, відповідно, нижчу якість напою.

## Пиття
Як мескаль, так і текілу знавці п'ють винятково у чистому вигляді. Після чарки іде щіпка солі, змішана з перцем та іншими спеціями. Замість солі можна посмоктати шматочок лимон, точніше лайма — маленького зеленого лимона, що є популярний як у Мексиці, так і за її межами. Гурмани спочатку їдять лимон, потім текілу, а закінчують сіллю.
Якщо ж ви не знавець, а звичайний споживач, то запивайте мескаль та текілу «Сангритою» («кровець»), в основі якої томатний та апельсиновий сік, цибуля та страшенно пекучий мексиканський перець — чилі.
Текілу (але в жодному разі не мескаль) можна пити також у вигляді різноманітних коктейлів та сумішей: з анісовою горілкою та льодом, грейпфрутовим соком, гранатовим соком та тертим пекановим горіхом, деколи просто розбавляють газованою водою чи лимонадом.